# Konstitutionstyp
Unter Konstitutionstyp (Körperbautyp) versteht man in der Medizin die Beschaffenheit des Einzelmenschen in Bezug auf Körperbau, Leistungsfähigkeit und seelisches Verhalten.
Aus heutiger Sicht gilt die Konstitutionstypologie als wissenschaftlich überholt. Die meisten Annahmen über konstitutionelle und psychische Zusammenhänge wurden empirisch widerlegt.
Die Einteilungen wurden willkürlich getroffen, ohne Berücksichtigung von Geschlechts-, Alters- und Kulturunterschieden. Eine Rolle bei der Entstehung von Konstitutionstypen könnten hingegen schon immer Sozial- und Ernährungsverhältnisse gespielt haben.

## Geschichte

### Griechische vier Temperamente
Im antiken Griechenland unterschied man vier Konstitutionstypen bzw. Komplexionen, die vier Temperamente. Die ihnen zugrundeliegende Humoralpathologie mit vier Leibessäften (humores) war die bis in die frühe Neuzeit gültige Lehrmeinung, ist aber mit der Einführung der Zellularpathologie kein Bestandteil der wissenschaftlichen Medizin mehr.
- Sanguiniker: lebhaft, beweglich, optimistisch, leichtblütig
- Phlegmatiker: schwerfällig, behäbig, bequem, gemütlich, langsam
- Choleriker: leidenschaftlich, aufbrausend, jähzornig, unbeherrscht
- Melancholiker: schwermütig, trübsinnig, pessimistisch, gleichgültig

Die Temperamentenlehre ging ihrerseits aus der älteren Vier-Elemente-Lehre hervor. Der Übergang zur Humoralpathologie oder Lehre von den Körpersäften stellte eine Tendenz zur Vergegenständlichung dar, die erst recht von der späteren Solidarpathologie übernommen wurde. Sie war lange Grundlage jeder Krankheitslehre. Allerdings trägt die Annahme einer ausschließlichen Somatogenese laut Stavros Mentzos nicht allen Krankheitsursachen Rechnung und lässt auch keine Rückschlüsse auf die Schwere einer Erkrankung zu.
Kretschmer, als Vertreter der klassischen deutschen Psychiatrie, hat entsprechend zu den von ihm beschriebenen körperlichen Merkmalen der Konstitutionstypen auch mentale Zustände beschrieben, die von ihm diesen einzelnen Typen zugeordnet werden. Den Pyknikern entspricht das zyklothyme Temperament, den Leptosomen das schizothyme, den Athletikern die Neigung zur Epilepsie. Es bestehen durchaus Parallelen zur antiken Einteilung der Temperamente bzw. Urstoffe.

### Kretschmers Konstitutionstypen
Bereits 1912 stellten Auguste Chaillou (1866–1915) und Léon Mac-Auliffe (1876–1937), den muskulären (athletischen), digestiven (pyknischen), respiratorischen (thorakalen) und zerebralen (leptosomen) Typ auf.
Die Einteilung der noch heute bekannten physischen Konstitutionstypen geht auf den Psychiater Ernst Kretschmer in den 1920er Jahren zurück, der eine biologisch fundierte Konstitutionstypologie mit einer Synopse von Körperbau, Charaktereigenschaften und Disposition zu psychischen Krankheiten schuf. Mit diesen wie folgt geschilderten physischen bzw. äußeren Eigenschaften wurden psychische Eigenschaften bzw. innere Charakter- und Verhaltenstypen verbunden, siehe seine Typenlehre. Er unterteilte in:
- Pykniker: mittelgroß, gedrungener Körperbau, Neigung zu Fettansatz, Brustkorb unten breiter als oben, kurzer Hals und breites Gesicht. Temperament behäbig, gemütlich, gutherzig, gesellig, heiter, bequem-zufrieden, lebhaft bis hitzig oder auch still und weich.
- Athletiker: kräftiger Körperbau, breite Schultern, oben breiter Brustkorb. Temperament im Allgemeinen heiter, forsch und aktiv bzw. dynamisch.
- Astheniker/Leptosome: mager, zart, eng- und flachbrüstig, mit dünnen Armen und Beinen, körperlich und geistig empfindlich, kompliziert, sprunghaft. Astheniker seien Menschen von blass-schmalgesichtigem, „asthenischem“ („schwachem“) Konstitutionstyp. Verhältnismäßig lange, dünne Gliedmaßen, ausgezeichnet durch Langhalsigkeit, einen relativ kleinen Kopf und einen schmalen, flachen Brustkorb. Als leptosom bzw. leptomorph bezeichnete Kretschmer Menschen mit schlankem, schmalwüchsigem Körperbau und schmalen, leichtknochigen Gliedmaßen. Bei diesem Konstitutionstyp sei ein  epigastrischer Winkel von weniger als 80 Grad zu beobachten. Es liege also eine „Schmalbrust“ vor.
- Dysplastiker: Kleinere Körperbauvarianten, von den (oben beschriebenen) drei verbreitetsten Körperbauformen abweichend.

Ende August 1950 fand der erste Tübinger Kongress der Konstitutionsforscher statt (Hauptredner waren Ernst Kretschmer, Günther Just, Gerhard Mall und Friedrich Keiter; zu den weiteren Referenten gehörte etwa Hans Glatzel). Ende der 1950er Jahre wurden die Konstitutionstypen „durch die Tübinger Forschungsstelle für Konstitutions- und Arbeitspsychologie bis in den Bereich der Psychopathologie ausgeweitet“.

## Sonstiges
- Im Bereich von Sportmedizin und Bodybuilding sind heute andere Begrifflichkeiten üblich, siehe dazu unter Körperbautyp.
- Im Ayurveda werden den drei Lebensenergien auch typische äußere Merkmale und Temperament zugeordnet, sieh dazu unter Dosha.